# Oklahoma City Blue 2017-2018
La stagione 2017-18 degli Oklahoma City Blue fu la 17ª nella NBA D-League per la franchigia.
Gli Oklahoma City Blue vinsero la Midwest Division con un record di 28-22. Nei play-off persero al primo turno con i South Bay Lakers (1-0).

## Roster
| N° | Naz.                   | Ruolo | Sportivo          | Anno | Alt. | Peso |
| -- | ---------------------- | ----- | ----------------- | ---- | ---- | ---- |
| 1  | Stati Uniti (bandiera) | A     | Mike Cobbins      | 1992 | 203  | 104  |
| 3  | Stati Uniti (bandiera) | G     | Javan Felix       | 1994 | 180  | 88   |
| 4  | Stati Uniti (bandiera) | A     | Myke Henry        | 1992 | 198  | 95   |
| 5  | Stati Uniti (bandiera) | A     | Rashawn Thomas    | 1994 | 203  | 104  |
| 9  | Venezuela (bandiera)   | A     | Michael Carrera   | 1993 | 196  | 98   |
| 11 | Stati Uniti (bandiera) | A     | Justin Leon       | 1995 | 203  | 93   |
| 13 | India (bandiera)       | A     | Amjyot Singh      | 1992 | 203  | 104  |
| 15 | Senegal (bandiera)     | C     | Sidy Djitte       | 1994 | 208  | 109  |
| 20 | Stati Uniti (bandiera) | G     | Bryce Alford      | 1995 | 191  | 84   |
| 22 | Stati Uniti (bandiera) | G     | Markel Brown      | 1992 | 191  | 84   |
| 22 | Stati Uniti (bandiera) | G     | Mustafa Shakur    | 1984 | 191  | 86   |
| 23 | Stati Uniti (bandiera) | G     | Terrance Ferguson | 1998 | 201  | 93   |
| 24 | Francia (bandiera)     | C     | Yannis Morin      | 1993 | 208  | 95   |
| 25 | Stati Uniti (bandiera) | GA    | Daniel Hamilton   | 1995 | 201  | 88   |
| 32 | Stati Uniti (bandiera) | A     | Cullen Russo      | 1994 | 206  | 107  |
| 33 | Stati Uniti (bandiera) | A     | Chris Wright      | 1988 | 203  | 103  |
| 35 | Stati Uniti (bandiera) | G     | P.J. Dozier       | 1996 | 198  | 93   |
| 44 | Stati Uniti (bandiera) | C     | Dakari Johnson    | 1995 | 213  | 116  |
|    | Stati Uniti (bandiera) | G     | Wally Ellenson    | 1994 | 193  | 91   |

## Staff tecnico
- Allenatore: Mark Daigneault
- Vice-allenatori: David Akinyooye, Jarell Christian, Taj Finger, Grant Gibbs